# Limonia neoindigena
Limonia neoindigena är en tvåvingeart som beskrevs av Alexander 1924. Limonia neoindigena ingår i släktet Limonia och familjen småharkrankar. Inga underarter finns listade i Catalogue of Life.